# Apamea bidens
Apamea bidens là một loài bướm đêm trong họ Noctuidae.